# Metaperiaptodes
Metaperiaptodes is een kevergeslacht uit de familie van de boktorren (Cerambycidae). De wetenschappelijke naam van het geslacht werd voor het eerst geldig gepubliceerd in 1944 door Breuning.

## Soorten
Metaperiaptodes omvat de volgende soorten:
- Metaperiaptodes granulatus (Aurivillius, 1908)
- Metaperiaptodes samarensis Breuning, 1974